# Polcast Television
Polcast Television Sp. z o.o. – polska spółka medialna z udziałem kapitału włoskiego. 

## Opis
Nadawca kanałów telewizyjnych Tele 5, Polonia 1, Water Planet i Novela TV. Między 2011 a 2012 rokiem spółka posiadała także kanał regionalny o zasięgu ogólnopolskim CSB TV, który Polcast Television kupił w 2011 roku od Media Kaszëbë. W latach 1996–2018 spółka odpowiadała również za kanał telewizyjny Top Shop.
Produkcję kanałów Tele 5 i Polonia 1 Polcast Television przejął po ogłoszeniu upadłości przez ich wcześniejszego producenta – spółkę Fincast.
14 maja 2012 roku spółka uruchomiła dwie nowe stacje tematyczne – Novela TV i Water Planet.
5 listopada 2012 roku uruchomiono transmisję kanału Tele 5 w jakości HD (Tele 5 HD).
1 maja 2020 roku uruchomiono transmisję kanału Polonia 1 w jakości HD (Polonia 1 HD).

## Skład grupy

### Stacje telewizyjne
- Kanały działające:
  - Polonia 1
  - Polonia 1 HD
  - Tele 5
  - Tele 5 HD
  - Novela TV
  - Novela TV HD
  - Water Planet
  - Water Planet HD

- Kanały zlikwidowane:
  - Super 1
  - CSB TV
  - Top Shop